# San Saturnino (La Coruña)
San Saturnino (oficialmente, en gallego, San Sadurniño, desde 1984) es un municipio de España en la provincia de La Coruña, comunidad autónoma de Galicia. Pertenece a la comarca de Ferrol y a la diócesis de Mondoñedo - Ferrol.

## Límites
Limita con los municipios de Valdoviño y Moeche por el norte, Puentes de García Rodríguez y Capela por el sur, Narón y Neda por el oeste, y Moeche y Somozas por el este.

## Geografía
San Saturnino se extiende por el valle del río Jubia. La parte más montañosa se sitúa al sur, en el estrecho valle del río Castro, hacia la sierra de Forgoselo.
En este municipio está el castillo de Naraío, que había pertenecido a Gonzalo Piñeiro, y que se encuentra en ruinas desde que se abandonó en el siglo XVII.

## Parroquias
Parroquias que forman parte del municipio:
- Bardaos (Santa María)
- Ferreira (San Paio)
- Iglesiafeita[3]
- Lamas (San Xiao)
- Monte (Santa Mariña)
- Narahío[3]
- San Saturnino[3]

## Geografía humana

### Demografía
Cuenta con una población de 2733 habitantes (INE 2024).
| Gráfica de evolución demográfica de San Saturnino entre 1842 y 2021 |
| |
| Población de derecho según los censos de población del INE Población de hecho según los censos de población del INEEn estos Censos se denominaba San Saturnino: 1842, 1857, 1860, 1877, 1887, 1897, 1900, 1910, 1920, 1930, 1940, 1950, 1960, 1970 y 1981 |

| Evolución de la población de San Saturnino (La Coruña) - desde 1900 hasta 2022 -                                                     |      |      |      |      |      |      |      |         |          |          |          |          |
| 1900 | 1930 | 1950 | 1981 | 2004 | 2007 | 2010 | 2011 | 2012    | 2013     | 2020     | 2021     | 2022     |
| 5201 | 5932 | 6622 | 4398 | 3229 | 3123 | 3098 | 3099 | {{{9}}} | {{{10}}} | {{{11}}} | {{{12}}} | {{{13}}} |
| Fuentes: INE e IGE (Los criterios de registro censal variaron entre 1900 y 2011, y los datos del INE y del IGE pueden no coincidir.) |      |      |      |      |      |      |      |         |          |          |          |          |

## Patrimonio histórico
Entre su patrimonio histórico se cuenta con el antiguo Pazo de la Marquesa de San Saturnino, que desde el año 2014, tras su restauración, es la casa consistorial.